# Šajkaš
Šajkaš es un pueblo ubicado en el municipio de Titel, en el distrito de Bačka del Sur, Serbia.

## Superficie
Posee una superficie de 38,62 kilómetros cuadrados.

## Demografía
Hasta 2022 la población era de 4004 habitantes, con una densidad de población de 103,7 habitantes por kilómetro cuadrado.